# Ганнушкин, Матвей Соломонович
Матвей Соломонович Ганнушкин (20 июня 1893, Нижний Новгород — 2 августа 1969, Москва) — советский ветеринар и организатор ветеринарного образования, доктор ветеринарных наук, профессор. 
Бригветврач (30 декабря 1935). Генерал-майор ветеринарной службы (1 сентября 1943). Заслуженный деятель науки РСФСР.

## Биография
Родился в еврейской семье в Нижнем Новгороде. В 1917 году окончил Казанскую школу ветеринарных хирургов. В годы Гражданской войны — в РККА, начальник ветеринарного управления 5-й армии. В 1922 году организовал и возглавил Ветеринарно-фельдшерскую школу в Москве на Цветном бульваре, 25 (впоследствии переведена в Ленинград).
С 1925 года — начальник основанной им Военно-ветеринарной школы в Казани, после её объединения с Московским зоотехническим институтом (1929) — начальник военно-ветеринарного факультета. С реорганизацией Военно-медицинского института РККА (1935) вновь назначен его начальником.
В годы Великой Отечественной войны — заместитель начальника ветеринарных отделов Западного и 3-го Белорусского фронтов. 
В 1946—1948 годах — начальник кафедры в Военно-ветеринарной академии. В ходе кампании по борьбе с космополитизмом уволен из академии (11 августа 1948) и из армии. 
В 1958—1969 годах заведующий кафедрой эпизоотологии и инфекционных болезней Московской ветеринарной академии.
Награждён орденами Ленина, Красной Звезды и Красного Знамени, медалью XX лет РККА.
М. С. Ганнушкин — автор ряда научных трудов, а также многократно переиздававшихся учебников по эпизоотологии, инфекциям органов дыхания лошадей и их фармакотерапии, организации ветеринарной службы.
Похоронен на Донском кладбище.

## Семья
Сестра — Раиса Соломоновна Ганнушкина (1889 или 1891 — 1938, расстреляна), социалист-революционерка, политкаторжанка.

## Монографии
- Сап лошадей и борьба с ним. — М.—Л.: Сельхозгиз, 1935 и 1936.
- Руководство по подготовке младшего ветеринарного фельдшера (с соавторами). — М.: Сельхозгиз, 1935.
- Эпизоотология. — М.—Л.: Сельхозгиз, 1935 и 1936.
- Курс эпизоотологии (учебник для ветеринарных техникумов). — М.: Сельхозгиз, 1939; 5-е изд. — там же, 1949; 6-е изд. — там же, 1952.
- Общая эпизоотология (учебник для ветеринарных институтов и факультетов). — М.: Сельхозгиз, 1940, 1948; 4-е изд. — там же, 1961.
- Инфекционные болезни дыхательных органов лошади. — М.: Сельхозгиз, 1943.
- Курс эпизоотологии: учебник для ветеринарных институтов и факультетов. — М.: Сельхозгиз, 1954.
- Эпизоотология с основами микробиологии. — М.: Сельхозгиз, 1958.
- Частная патология и терапия домашних животных / под ред. М. С. Ганнушкина. В 2-х тт. На русском и немецком языках. — 11-е изд. — М.: Государственное издательство сельскохозяйственной литературы, 1961.
- Ганнушкин М. С., Нуйкин Я. В. География ветеринарная // Ветеринарная энциклопедия: в 6 томах. — М., 1969. — Т. 2.